# Vénus et Adonis (Rubens)
Pour les articles homonymes, voir Vénus et Adonis.
Vénus et Adonis est un tableau réalisé en 1635 par Pierre Paul Rubens,  conservé, depuis 1937, à la suite d'un don de  Harry Payne Bingham, au Metropolitan Museum of Art de New York. 
Le peintre s'inspire du récit mythologique des Métamorphoses d'Ovide, lequel raconte le mythe d'Adonis qui, amoureux de Vénus, finira par être tué par un sanglier. Le peintre se laisse porter par son amour de la littérature classique et des représentations antérieures de cette scène. 

## Description
Cette peinture à l'huile sur toile montre Vénus accompagnée de Cupidon, embrassant et retenant Adonis avant qu'il ne parte à la chasse. L'artiste utilise des couleurs spécifiques, des détails et un fort contraste entre la lumière et l'obscurité pour représenter une scène dramatique et émotionnelle. À l'époque où Rubens a réalisé le tableau, l'histoire mythologique de Vénus et Adonis était populaire dans l'art de cour de la Renaissance et du baroque. Rubens s'est clairement inspiré des nombreuses représentations existantes de cette scène, en particulier la célèbre composition de Titien du même nom, dont il existe de nombreuses versions. Le peintre représente le même moment, celui où Adonis quitte Vénus pour chasser, malgré ses supplications à rester. Il sera tué plus tard dans la journée.

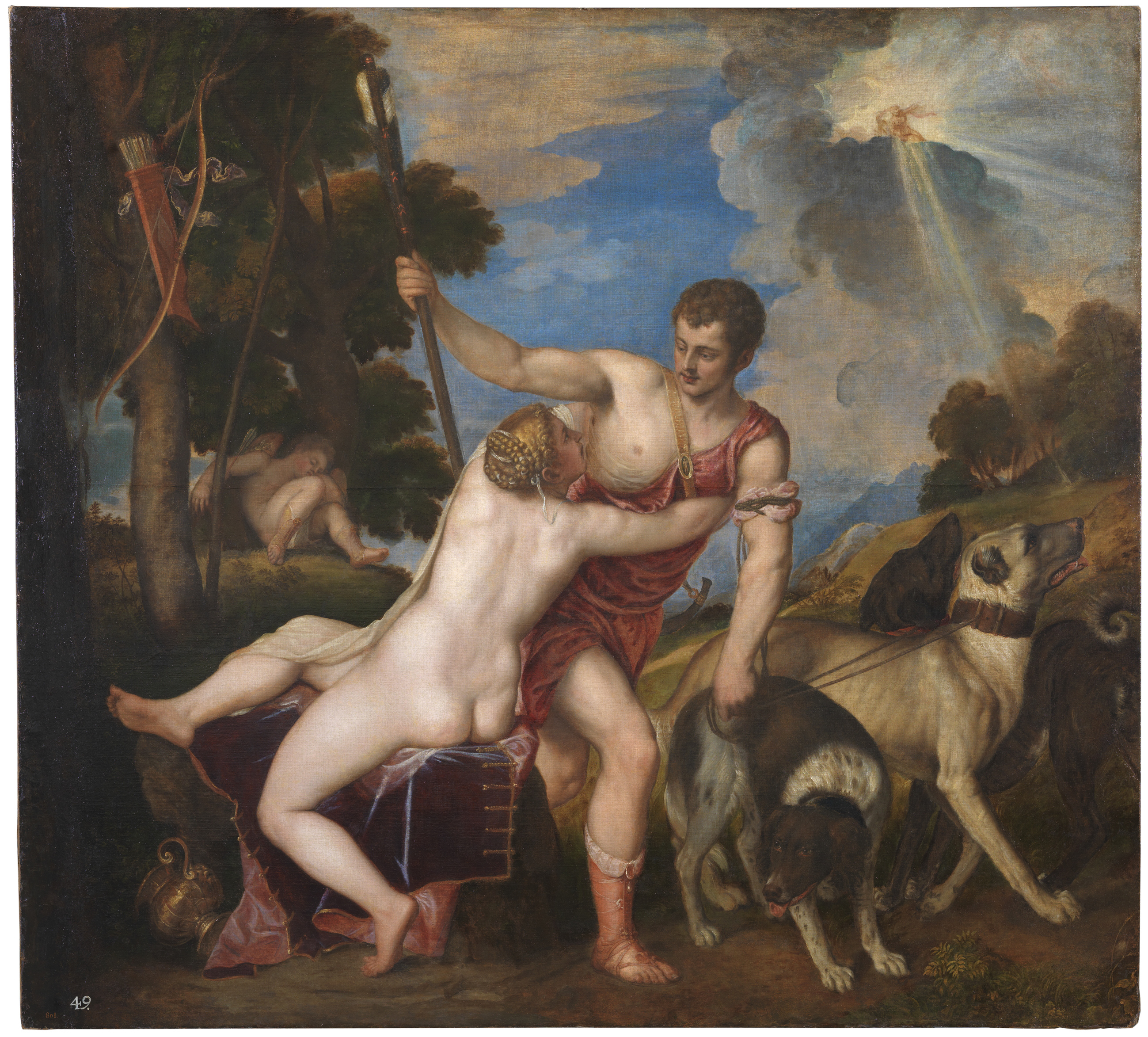
Vénus et Adonis par Titien, 1554, Musée du Prado.

## Emplacement
La Vénus et Adonis de Rubens a probablement été peinte pour décorer une grande maison de campagne. Les premiers écrits de l'histoire de la peinture provenaient de la collection de l'électeur de Bavière, où elle a été conservée jusqu'en 1706. Elle s'est ensuite trouvée chez Joseph Ier empereur romain germanique qui l'a alors présenté à Ier duc de Marlborough Ier duc de Marlborough au palais de Blenheim jusqu'à ce qu'il soit vendu par le 8e duc de Marlborough. En 1937, il a été donné au Metropolitan Museum of Art par Harry Payne Bingham, qui l'avait prêté au Met depuis 1920. Après cela, le tableau a subi une restauration majeure, le musée enlevant le vernis décoloré et les repeints, et l'affichait dans son état original. Une fois le nettoyage terminé, les historiens de l'art ont pu préciser la date, grâce à la connaissance des styles de Rubens au cours des années 1600. Après cette peinture, Rubens a créé d'autres représentations de cette scène, dont l'une comprenait le char de Vénus et les deux personnages posés différemment.

## Liens
1. ↑  Charles Scribner, Peter Paul Rubens.
2. ↑  Venus and Adonis. The Met's Heilbrunn Timeline of Art History.